# Hongkongia caeca
Hongkongia caeca es una especie de arañas araneomorfas de la familia Gnaphosidae.

## Distribución geográfica
Es endémica de Halmahera (Indonesia).